# Alison Harcourt

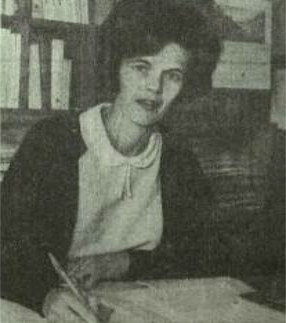
Alison Harcourt

Alison Grant Harcourt AO (geb. 24. November 1929 in Colac, Victoria) ist eine australische Mathematikerin und Wirtschaftswissenschaftlerin. Sie formulierte gemeinsam mit Ailsa Land das Branch-and-Bound-Paradigma im Bereich Operations Research.

## Leben
Harcourt (damals noch Doig) schloss an der Universität Melbourne im Jahr 1948 ein Bachelorstudium der Mathematik und 1950 ein Bachelorstudium der Physik ab, an das sich ein Masterstudium der Statistik anschloss. Sie entwickelte die ganzzahlige lineare Optimierung. Auf der Grundlage dieser Arbeit trat sie Ende der 1950er-Jahre eine Stelle an der London School of Economics an. Sie kehrte 1963 nach Melbourne zurück, um dort eine Stelle als Senior Lecturer in der Abteilung für Statistik anzunehmen. Mitte der 1960er-Jahre arbeitete sie gemeinsam mit dem Soziologen Ronald Henderson an der Abschätzung des Ausmaßes der Armut in Australien. Sie ist mit Richard Harcourt verheiratet und hat zwei Kinder.
Die University of Melbourne verlieh ihr 2018 den Ehrendoktortitel. Für herausragende Verdienste um die Mathematik und Informatik durch bahnbrechende Forschung und Entwicklung der ganzzahligen linearen Programmierung wurde sie 2019 zum Officer des Order of Australia ernannt.

## Wirken
Während ihrer Karriere als Wissenschaftlerin leistete Harcourt bedeutende Beiträge zur Entwicklung der Statistik. Das von Harcourt (damals Alison Doig) gemeinsam mit Ailsa Land im Jahr 1960 entwickelte Branch-and-Bound-Paradigma revolutionierte die mathematische Programmierung und wurde später zu einem festen Bestandteil von Universitätskursen in Mathematik, Informatik und Statistik und wird in den Bereichen Ingenieurwesen, Logistik und Militär bis in die Gegenwart eingesetzt.